# 6697 Celentano
6697 Celentano (1987 HM1) là một tiểu hành tinh nằm phía ngoài của vành đai chính được phát hiện ngày 24 tháng 4 năm 1987 bởi Z. Vavrova ở Klet.